# ガムシャーラ
「ガムシャーラ」は、1991年8月から9月までNHKの歌番組『みんなのうた』で放送されていた楽曲。
作詞：藤原浩起、作曲・編曲：赤坂東児。歌は小林克也。アニメーションはスリー・ディ（アニメ：吉良敬三、キャラクター：B-ONE）。

## 概要
ラジオDJで知られる小林克也が「がむしゃら」についてラップで歌っている。曲には「ガムシャラ君」というキャラクターが登場し、間奏には「がむしゃら」を売るセリフが入る。『みんなのうた』では珍しいラップソングの一つ。小林は番組で唯一の出演。
EMIミュージック・ジャパンからCDシングルが販売。同シングルにはテレビサイズのほか、ロングバージョンが収録されている。
2002年8月 - 9月、2006年8月 - 9月にどちらもラジオのみで再放送された。『みんなのうたDVD-BOX』(第10集)には当時の映像付きで収録されている。